# 로베르트 안제유크
로베르트 세바스티안 안제유크(폴란드어: Robert Sebastian Andrzejuk, 1975년 7월 17일~)는 폴란드의 펜싱 선수, 지도자로 주 종목은 에페이다. 2008년 하계 올림픽에서 남자 에페 단체전 동메달을 획득했으며 세계 선수권 대회에서 동메달 1개(1997년 개인전)를 획득했다.

## 개인사
2007년에 폴란드 펜싱 선수인 다누타 드모프스카와 결혼했다.

## 수상

### 수훈
- 기사십자 폴란드 재건국 훈장(2024년)
- 금빛 명예십자장(2008년)